# NGC 4971
NGC 4971 ist eine 14,2 mag helle linsenförmige Galaxie vom Hubble-Typ SB0 im Sternbild Haar der Berenike, die etwa 281 Millionen Lichtjahre von der Milchstraße entfernt ist. Sie gehört zum Coma-Galaxienhaufen und wurde am 23. April 1865 von Heinrich Louis d’Arrest entdeckt.